# Sandersonia aurantiaca
Sandersonia aurantiaca är en tidlöseväxtart som beskrevs av William Jackson Hooker. Sandersonia aurantiaca ingår i släktet Sandersonia och familjen tidlöseväxter. Inga underarter finns listade i Catalogue of Life.

## Bildgalleri

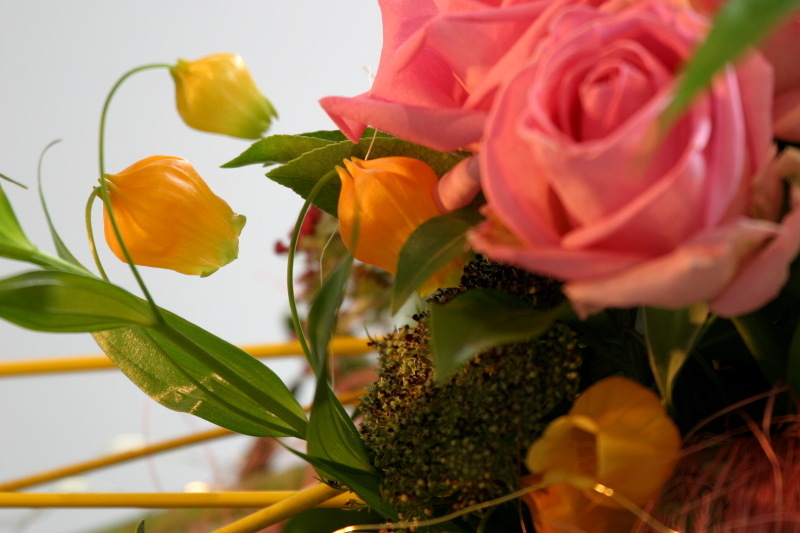
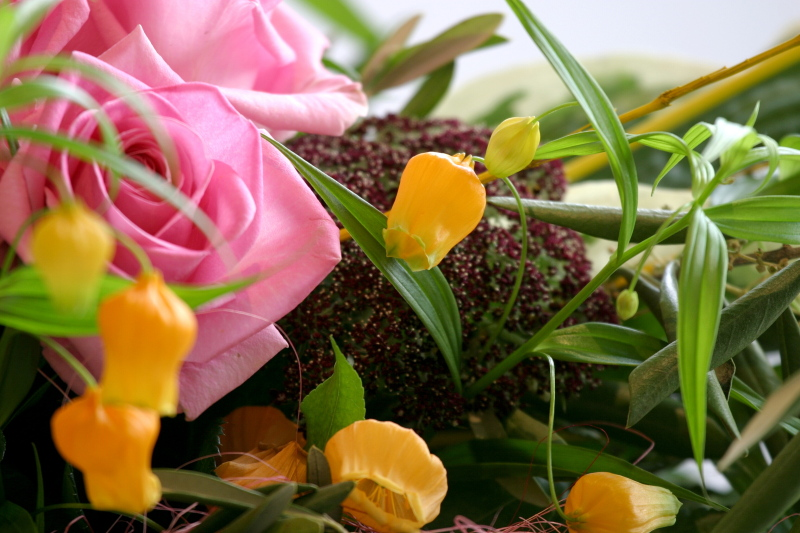
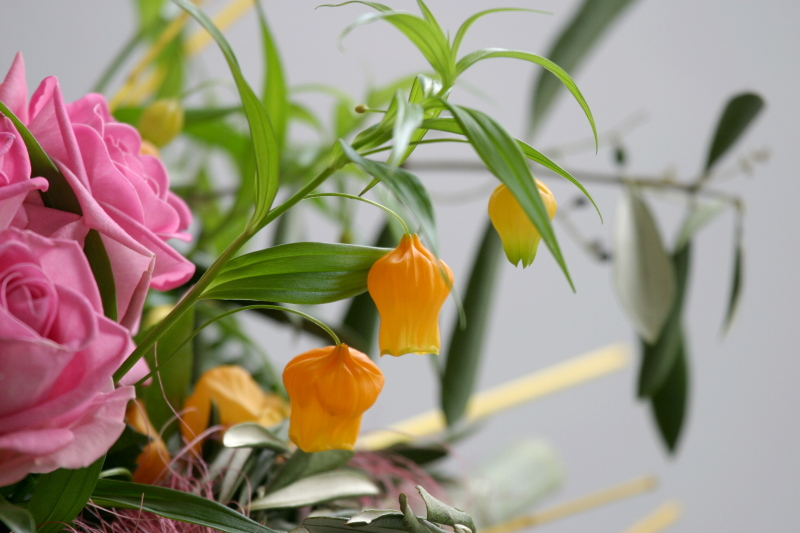
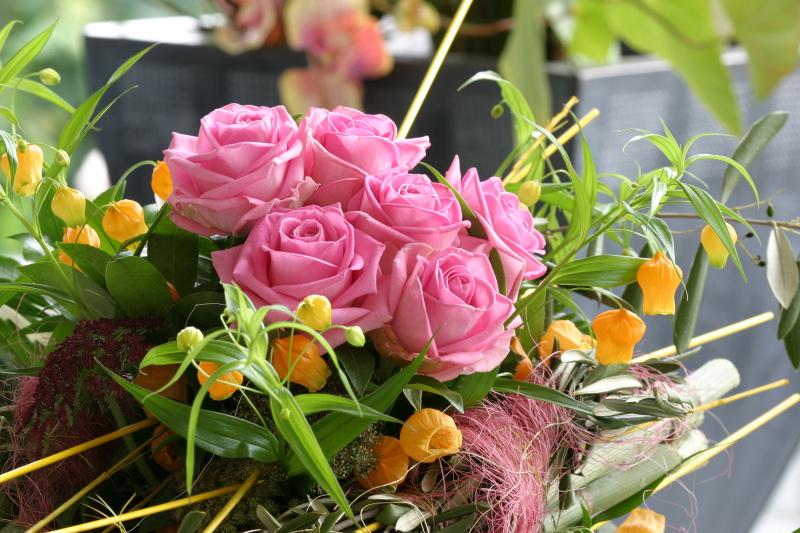